# Atriplex pacifica
Atriplex pacifica är en amarantväxtart som beskrevs av Aven Nelson. Atriplex pacifica ingår i släktet fetmållor, och familjen amarantväxter. Inga underarter finns listade i Catalogue of Life.